# Beverley Craven
Beverley Craven (Colombo, Sri Lanka, 28 de julho de 1963) é uma cantora inglesa.
Ficou conhecida pelo seu sucesso de  "Promise Me" (lançado em 1990, com pouco sucesso), e relançado em 1991, nesse ano conseguiu alcançar o nº 3 do top britânico, sendo até ao momento o seu maior sucesso de vendas. Craven vendeu mais de 4 milhões de discos na sua carreira.
Apesar de nacionalidade britância, nasceu em Colombo, Sri Lanka, na época conhecido como Ceilão, quando o seu pai estava trabalhando para a Kodak naquele país.

## Discografia

### Álbuns
| Ano  | Álbum           | UK Albums Chart | Gravadora     |
| ---- | --------------- | --------------- | ------------- |
| 1990 | Beverley Craven | 3               | Columbia      |
| 1993 | Love Scenes     | 4               | Epic          |
| 1999 | Mixed Emotions  | 46              | Epic          |
| 2009 | Close to Home   | –               | Campsie Music |
| 2014 | Change of Heart | 90              | Right Track   |

### Compilações
| Ano  | Álbum                                   | UK Albums Chart | Gravadora |
| ---- | --------------------------------------- | --------------- | --------- |
| 2004 | The Very Best of Beverley Craven        | –               | Epic      |
| 2005 | Legends                                 | –               | Epic      |
| 2011 | Promise Me: The Best Of Beverley Craven | –               | Sony      |

### Singles
| Ano  | Canção                                       | UK Singles Chart | Álbum           | Gravadora     |
| ---- | -------------------------------------------- | ---------------- | --------------- | ------------- |
| 1990 | "Promise Me"                                 | –                | Beverley Craven | Epic          |
| 1990 | "Joey"                                       | –                | Beverley Craven | Epic          |
| 1990 | "Woman to Woman"                             | –                | Beverley Craven | Epic          |
| 1990 | "Holding On"                                 | –                | Beverley Craven | Epic          |
| 1991 | "Promise Me" (re-release)                    | 3                | Beverley Craven | Epic          |
| 1991 | "Holding On" (re-release)                    | 32               | Beverley Craven | Epic          |
| 1991 | "Woman to Woman" (re-release)                | 40               | Beverley Craven | Epic          |
| 1991 | "You're Not the First"                       | –                | Beverley Craven | Epic          |
| 1991 | "Memories"                                   | 68               | Beverley Craven | Epic          |
| 1993 | "Love Scenes"                                | 34               | Love Scenes     | Epic          |
| 1993 | "Mollie's Song"                              | 61               | Love Scenes     | Epic          |
| 1994 | "The Winner Takes It All"                    | 77               | Love Scenes     | Epic          |
| 1999 | "I Miss You" (promo only)                    | –                | Mixed Emotions  | Epic          |
| 1999 | "We Found a Place" (Polish promo only)       | –                | Mixed Emotions  | Epic          |
| 1999 | "Say You're Sorry" (Polish promo only)       | –                | Mixed Emotions  | Epic          |
| 2009 | "Rainbows" (UK promo only)                   | –                | Close To Home   | Campsie Music |
| 2014 | "You Belong To Someone Else" (UK promo only) | –                | Change of Heart | Right Track   |
| 2015 | "Love High" (UK promo only)                  | –                | Change of Heart | Right Track   |

### Videos
- Memories (1992) (VHS) – uma mistura de videoclips promo e atuações ao vivo no Birmingham Symphony Hall.
- Live in Concert (2010) (DVD) – atuação no High Barn em Great Bardfield, Essex, mais um videoclip promo of da sua canção Rainbows.